# Anna Tortora
Anna Tortora (Genova, 1º aprile 1935 – Roma, 15 aprile 2003) è stata un'autrice televisiva italiana.

## Biografia
Sorella del conduttore e uomo politico Enzo Tortora, è stata ideatrice di alcuni programmi televisivi in onda negli anni ottanta, tra i quali Portobello.

## Programmi televisivi

### Autrice
- Portobello (1977-1983/1987)
- L'altra campana (1980)
- La luna nel pozzo (1984)
- Mi manda Raitre (1990-2003)